# Стрижавка (Киевская область)
Стрижа́вка (укр. Стрижавка) — село на Украине, Ставищенского района Киевской области.